# Sommar utan vår
Sommar utan vår (turkiska: Kuru Otlar Üstüne) är en turkisk dramafilm från 2023 i regi av Nuri Bilge Ceylan. Den hade svensk biopremiär den 19 april 2024.
Filmen handlar om Samet, en lärare som tidigare bodde i Istanbul men som fått en tjänst i en avlägsen by i östra Anatolien. Han kommer tillbaka från semestern för vinterterminen. Två kvinnliga elever anklagar honom och hans arbets- och rumskamrat Kenan för olämpligt beteende. Till Samets bestörtning är en av dem Sevim, som hittills varit en skyddsling till honom. De träffar Nuray, en lärarinna i en grannby. Hon har blivit offer för en terroristexplosion och saknar ett av sina ben. Nuray, Kenan och Samet pratar och filosoferar om livet, och det hela utvecklas till ett triangeldrama.
Filmen hade premiär i huvudtävlan vid filmfestivalen i Cannes 2023. Dizdar, som spelar Nuray, vann priset för bästa skådespelerska vid festivalen. Filmen blev även Turkiets bidrag för Oscar för bästa internationella långfilm det året, utan att bli nominerad.

## Rollista (i urval)
- Deniz Celiloğlu – Samet
- Merve Dizdar – Nuray